# قائمة حلقات أكاديمية بطلي

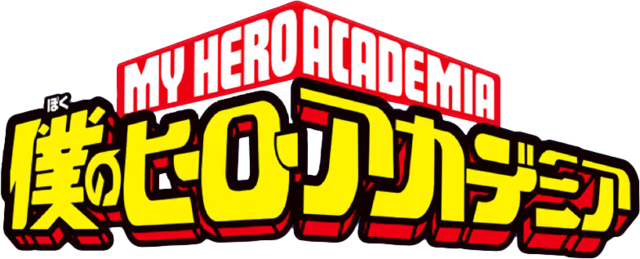
أكاديمية بطلي

أكاديمية بطلي أو أكاديميتي للأبطال (僕のヒーローアカデミア Boku no Hīrō Academia) هو أنمي ياباني مُقتبس من سلسلة المانغا التي بنفس الاسم، من تأليف كوهيي هوريكوشي. أقتبست لأنمي مكون من 7 مواسم عُرضت بشكل منفصل في أعوام 2016 و2017 و2018 و2019 و2020 و2021 و2022 و2023 و2024.
بث الموسم الأول من 3 أبريل إلى 26 يونيو 2016 من 13 حلقة. بدأ بث الموسم الثاني في 1 أبريل إلى 30 سبتمبر 2017. كما أُعلن في نهاية الحلقة 25 للموسم الثاني على حصول السلسلة على موسم ثالث مكون من 25 حلقة أيضاً. بُث الموسم الثالث من 7 أبريل لغاية 29 سبتمبر 2018. وأُعلن عن موسم رابع للأنمي في نهاية الحلقة 25 للموسم الثالث بدأ بثه في أكتوبر 2019 بتعداد 25 حلقة.
قام مركز الزهرة بدبلجة المسلسل (الموسم الأول والثاني والثالث والرابع والخامس) للّغةِ العربية، حيث استلمت الفنانة السورية مهجة الشيخ دور البطولة والإشراف الفني، وعرض حصرياً على تطبيق سببيستون غو وبعد مرور أشهر بدأ عرض (الموسم الأول ثم الثاني و الثالث والرابع) على سبيس باور والذي ما زال يُعرض حتى الآن.

## قائمة حلقات

### موسم أول
| رقم الحلقة | عنوان الحلقة                                                                     | تاريخ العرض الأصلي |
| --- | -------------------------------------------------------------------------------- | ------------------ |
| 1 | «إزوكو ميدوريا : أصل» "Midoriya Izuku: Orijin" (緑谷出久：オリジン)              | 3 أبريل، 2016      |
| في عالم حيث أغلبية مواطنين يمنحون قدرات خاصة معروفة بإسم "كويرك، إزوكو ميدوريا هو فتى شاب يحلم دائما بأن يصبح بطلا، رغم أنه لا يملك كويرك، حتى أحد أيام هوجم من طرف شرير وأنقده أول مايت، أكثر أبطال شهرة. |                                                                                  |                    |
| 2 | «ما يلزم لتصبح بطلا» "Hiro no Jouken" (ヒーローの条件)                           | 10 أبريل، 2016     |
| 3 | «زئير عضلات» "Unare kin'niku" (うなれ筋肉)                                       | 17 أبريل، 2016     |
| 4 | «خط بداية» "Sutaatorain" (スタートライン)                                        | 24 أبريل، 2016     |
| 5 | «ما أستطيع فعله الأن» "Ima Boku ni Dekiru Koto wo" (今 僕に出来ることを)         | 1 ماي، 2016        |
| 6 | «هج، أيها مهووس لعين.» "Takere Kusonādo" (猛れクソナード)                        | ماي 8, 2016        |
| 7 | «ديكو ضد كاتشان» "デクvsかっちゃん"                                              | ماي 15, 2016       |
| 8 | «خط بداية باكوغو» "Sutāto Rain, Bakugō no." (スタートライン、爆豪の。)           | ماي 22, 2016       |
| 9 | «نعم، فقط أبذل جهدك، ليدا!» "Ii zo Ganbare Iida-kun!" (いいぞガンバレ飯田くん！) | ماي 29, 2016       |
| 10 | «لقاء مع مجهول» "Michi to no Sōgū" (未知との遭遇)                                | يونيو 5, 2016      |
| 11 | «أنتهت اللعبة» "Gēmu Ōbā" (ゲームオーバー)                                       | يونيو 12, 2016     |
| 12 | «أول مايت» "Ōrumaito" (オールマイト)                                             | يونيو 19, 2016     |
| 13 | «في كل من قلوبهم» "Onoono no Mune ni" (各々の胸に)                               | يونيو 26, 2016     |

### موسم ثاني
| رقم في مسلسل | رقم حلقة | عنوان | عرض أصلي       |
| --- | -------- | --- | -------------- |
| 13.5 | 0        | «مذكرة أبطال» "Hīrō Nōto" (ヒーローノート)                                                                       | مارس 25, 2017  |
| تذكير من موسم أول. |          | |                |
| 14 | 1        | «هذا هو مغزى، أوتشاكو» "Sou iu Koto ne Ochako-san" (そういうことね お茶子さん)                                   | أبريل 1، 2017  |
| لا يزال يتعافى من الحادث السابق، والمدرسة على وشك عقد مهرجان رياضي، وهذه هي فرصة للطلاب لاظهار كويرك خاصتهم للأبطال المحترفين يبحثون عن المساعدين. في هذه المناسبة، يعترف أول مايت لإيزوكو أن قوته آخذة في التناقص، وأن المهرجان هو فرصة لإيزوكو لإظهار قيمته الحقيقية للعالم. |          | |                |
| 15 | 2        | «مهرجان هدير الرياضة» "Unare Taiikusai" (な れ 体育 祭 祭)                                                       | أبريل 8، 2017  |
| يعبر تودوروكي إلى ميدوريا أنه سوف يهزمه ويظهر قوته الحقيقية. ما إن بدأ مهرجان الرياضة، الطلاب من الفروع الأربعة مدرسة بطل والدراسات العامة والأعمال ودورات التدريب - شاركوا في سباق عقبات. |          | |                |
| 16 | 3        | «على طريقة كويرك خاصتهم.» "Minna Koseiteki de ii ne" (みんな個性的でいいね)                                      | أبريل 15، 2017 |
| خلال سباق العائق، تودوروكي يمر دون جهذ كل عقبة مع باكوغو في المطاردة الساخنة. في آخر عقبة، إيزوكو يستخدم ذكائه ليمر عبرهم ويفوز في السباق. ومع ذلك، فإن انتصاره هو قصير الأجل عندما علم أنه من خلال المركز الأول، سيكون هو الهدف الرئيسي للجولة المقبلة. |          | |                |
| 17 | 4        | «الاستراتيجية، الاستراتيجية، الاستراتيجية» "Saku Saku Saku" (策策策)                                             | أبريل 22، 2017 |
| في الجولة المقبلة، معركة الفرسان، إيزوكو يشكل فريقا مع أوشاكو، وفوميكاجي مع طالب مي. كونهما الفريق الذي يملك معظم النقاط، فإنهما بالكاد يتفدون تقدم الفرق الأخرى من قسمهما، في حين أن الطلاب من قسم B يستفدون من ذلك للجمع نقاط لأنفسهم. |          | |                |
| 18 | 5        | «نهائي معركة الفرسان» "Kibasen Kecchaku" (騎馬戦決着)                                                            | أبريل 29، 2017 |
| مع اقتراب نهاية معركة الفرسان، يواجه فريق إيزوكو مواجهة ساخنة مع الفريق الذي يقوده تودوروكي وعلى الرغم من خسارته المركز الأول لهم، فإنهم يكسبون مكانا في الجولة المقبلة من خلال العمل معا. |          | |                |
| 19 | 6        | «الولد ولد مع كل شيء» "Subete o Motte Umareta Otokonoko" (全てを持って生まれた男の子)                            | ماي 6، 2017    |
| يتقدم الطلاب ال16 المتبقون إلى المرحلة النهائية، مع المعارك واحد لواحد لتحديد الفائز. قبل بدء المعارك، تودوروكي كان لديه حديث خاص مع إيزوكو، كاشفا عن أسباب كراهيتع لوالده، ثاني أفضل بطل في العالم. |          | |                |
| 20 | 7        | «النصر أو الهزيمة» "Kachimake" (勝ち負け)                                                                        | ماي 13، 2017   |
| في الجولة الأولى، ضرب إيزوكو بقدرة هيتوشي شينسو على غسل الدماغ، لكنه يتحرى في اللحظة الأخيرة ويحصل على النصر، في حين يعرض تودوروكي قوته الساحقة ويفوز بسهولة بمباراة ضد هنتا سيرو، ليصبح خصم إيزوكو في الجولة التالية. |          | |                |
| 21 | 8        | «معركة على، المتحدون!» "Furue! Charenjā" (奮え！チャレンジャー)                                                  | ماي 20، 2017   |
| يستمر مهرجان الرياضة مع الانتهاء من ستة مباريات. شيوزاكي يتغلب بسرعة على كاميناري. مي يتلاعب إيدا من أجل اظهار التكنولوجيا لها لدعم الشركات، مما يعطيه الفوز من خلال الخروج. مينا تهزم أوياما من خلال استغلال ضعفه. يسحق ياويوروزو من سرعة ظل ظلام توكويامي ويدفع للخروج من الحلبة. تيتسوتيتسو و كيريشيما لديهم شجار بنمط المنزلي. في جميع أنحاء هذا أوشاكو تحاول إعداد نفسه للمهمة شاقة محاربة باكوغو. |          | |                |
| 22 | 9        | «باكوغو مقابل أوراراكا» "Bakugo vs. Uraraka" (爆vs麗日豪)                                                        | ماي 27، 2017   |
| تستخدم أوشاكو العديد من الاستراتيجيات المختلفة لمحاولة هزيمة باكوغو، ولكن على الرغم من خططها باكوغو يفوز بعد أن تقع فاقدة الوعي. بعد ذلك، تتحدث أوشاكو عبر الهاتف مع والدها الذي يحاول السيطرة عليها، ولكن دون جدوى. أيضا خلال هذا الوقت تيتسوتيتسو و كيريشيما لديهما مسابقة المصارعة الذراع لتحديد من ينتقل إلى الجولة المقبلة. كيريشيما يفوز. إيزوكو يستعد لمعركته مع تودوروكي. |          | |                |
| 23 | 10       | «شوتو تودوروكي: الأصل» "Todoroki ase kō: orijin" (轟 焦凍:オリジン)                                              | يونيو 3، 2017  |
| تبدأ مباراة إيزوكو و تودوروكي. إيزوكو، في حين لا يزال يحاول الفوز، هو محاولة للحصول على تودوروكي لاستخدام الجانب الأيسر حتى يتمكنوا من كل من المعركة في كامل قوتهم. كما تحارب تودوروكي على أكثر من ماضيه وكشفت من خلال أفكاره وتذكر والدته قائلا انه كان بخير لاستخدام الجانب الأيسر له لأنه أراد أن يكون بطلا. حتى إيزوكو يحارب تودوروكي الذي يستخدم كلا الجانبين. يحاول سيمنتوس وميدنايت وقف المباراة قبل أن يعالج الطرفان هجماتهما النهائية ولكن دون جدوى. يتم طرح إيزوكو خارج الحدود و تودوروكي يتحرك. |          | |                |
| 24 | 11       | «قاتل، إيدا» "Īda-kun faito" (飯田くんファイトط)                                                                 | يونيو 10، 2017 |
| تسبب إيزوكو في أضرار جسيمة في يده اليمنى والتي تطلبت إجراء عملية جراحية. ممرضة المدرسة رفضت علاجه مستقبلا لو أعادها مرة أخرى. يعترف أول مايت لطفله كونه متطابقا إيزوكو. تودوروكي يعترف لإندافور أنه كان قادرا على استخدام نار الجانب الأيسر لأنه نسي كل شيء عن والده. في المباريات الأخيرة من الجولة الثانية، إيدا و توكويامي دفع المعارضين المعنيين شيوزاكي وأشيدو خارج الحدود، في حين أن باكغو يطغى على كيريشيما. عندما إيدا ضد تودوروكي، يتم تجميد إيدا وجعلها غير قادر على المضي قدما. يكتشف باكوغو نقطة ضعف توكويامي إلى ضوء مكثف أثناء قتال ويجعل يصرخ. وفي الوقت نفسه في طوكيو، شقيق إيدا إنجينيوم شقيق في السعي وراء بطل القاتل: ستين، ويتم إبلاغ إيدا ليس بعد فترة طويلة من قبل والدته. ستين مدعوة من قبل كوروجيري للاجتماع مع شيغوراكي حول الانضمام إلى دوري أشرار. |          | |                |
| 25 | 12       | «تودوروكي مقابل باكوغو» "Todoroki vs. Bakugo" (轟vs爆豪)                                                         | يونيو 17، 2017 |
| لا يزال غير متأكد إذا كان ينبغي أن تستخدم جانبه الأيسر. عند بدأ المباراة هاجم تودوروكي باكوغو بقوة الجليد. باكوغو يغضب لأنه يريد تودوروكي أن يمحاربه بكلا جانبيه. بعد هدوء مدوريا، تودوروكي يقرر استخدام جانبه الأيسر ولكن عندما باكغو على وشك استخدام له "تأثير هاوتزر" تودوروكي توقف فجأة عن استخدام جانبه الأيسر. الهجوم يدفع تودوروكي خارج الحدود، مما أدى إلى فوز باكوغو. غضب باكوغو ما زال مستمرا إتجاه تودوروكي لكن ميدنايت أوقفه. بعد المباراة، ألميت يعطي الجميع ميداليات. إيدا يذهب لرؤية شقيقه في المستشفى قبل بدء المباراة ولم يحضر حفل توزيع الجوائز. بعد أن ذهب الجميع إلى المنزل للتعافي، تودوروكي قرر أخيرا أن يذهب لرؤية أمه الذي لم يرها لسنوات عديدة. |          | |                |
| 26 | 13       | «وقت إختيار بعض الأسماء» "Namae o tsuke te miyō no kai" (名前をつけてみようの会)                                 | يونيو 24، 2017 |
| انتهى المهرجان الرياضي وتعافى الجميع تقريبا من إصابات. الجميع موجود في الصف ويعلن السيد أيزاوا أن على كل شخص أن يقرر اسم البطل لأنفسهم. كما قال أيضا عدد الطلاب الذين حصلوا على عروض من أبطال محترفين إلى جانب أنه يعلن أن الجميع سوف يذهب للتدريب لمدة أسبوع واحد في وكالة البطل. ميدنايت ينضم إلى أيزاوا ويوجه الطلاب بحيث يمكن للجميع اختيار اسم البطل جيد. بعد أن يقرر الجميع وكالة حيث يريدون القيام بالتدريب. لا يزال ميدوريا غير متأكد من الوكالة التي يجب أن ينضم إليها ثم فجأة ألميت يظهر و يقول لميدوريا أن معلمه أعطى ميدوريا عرضا للانضمام إليه وميدوريا يقبل العرض في الوقت نفسه إيدا يختار وكالة في المنطقة حيث تم الاعتداء على شقيقه. في اليوم التالي الجميع يستعد للتدريب.                                                                                    |          | |                |
| 27 | 14       | «غريب! غران تورينو يظهر» "Kaiki! Guran Torino Arawaru" (怪奇！グラントリノ現る)                                  | يوليو 8، 2017  |
| 28 | 15       | «ميدوريا و شيغاراكي» "Midoriya to Shigaraki" (緑谷と死柄木)                                                      | يوليو 14، 2017 |
| 29 | 16       | «قاتل أبطال: ستين ضد تلاميذ تاكاهيدي.» "Hīrō Goroshi Sutein vs Takahide seito" (ヒーロー殺し ステインvs雄英生徒) | يوليو 22، 2017 |
| 30 | 17       | «نهاية» "ketchaku" (決着)                                                                                        | غير محدد       |

## أوفا
| رقم | عنوان                                                         | تاريخ العرض الأصلي                      |
| --- | ------------------------------------------------------------- | --------------------------------------- |
| 1   | «إنقاذ! تدريب إنقاذ!» "Sukue! Kyūjo Kunren!" (救え!救助訓練!) | 27 نوفمبر 2016 (حدث) 4 أبريل 2017 (DVD) |
| 2   | «تدريب الموت» (トレーニング・オブ・ザ・デッド)                | 2 يونيو 2017                            |